# ياهي سانغاري
ياهي سانغاري (بالفرنسية: Yahi Sangare)‏ (ولد في 2 نوفمبر 2000 في غراند أليبي، ساحل العاج) لاعب كرة قدم عاجي يجيد اللعب في مركز الوسط المحوري وأيضا الوسط المدافع. يلعب حاليا لصالح البحرين البحريني منذ 2021.